# Neopyrochroa sierrensis
Neopyrochroa sierrensis is een keversoort uit de familie vuurkevers (Pyrochroidae). De wetenschappelijke naam van de soort is voor het eerst geldig gepubliceerd in 1975 door Young.